# Gouvernement Tomsk
Het gouvernement Tomsk (Russisch: Томская губерния; Tomskaja goebernia) was van 26 februari 1804 tot 25 mei 1924 een gouvernement (goebernija) van het Russische Rijk in West-Siberië gecentreerd rond de stad Tomsk. Het omvatte het gebied tussen het gouvernement Tobolsk in het noordwesten, het gouvernement Jenisejsk in het noordoosten en oosten, Noordwest-Mongolië in het zuidoosten, de 6e breedtegraad met China in het zuiden en oblast Semipalatinsk in het zuiden en westen, dat een oppervlakte had van meer dan anderhalf keer Frankrijk.
Binnen het gebied viel een gedeelte van de Altaj in het zuidoosten, de laaglanden rond de Irtysj in het noordwesten en noorden en de moerassige gebieden rond de Ob.

## Geschiedenis
Het gouvernement werd afgesplitst van het gouvernement Tobolsk in 1804 en omvatte de huidige Russische kraj Altaj en de oblasten Kemerovo, Novosibirsk en Tomsk en de Kazachse oblys Şığıs Qazaqstan (Oost-Kazachstan) en een gedeelte van de huidige Russische kraj Krasnojarsk.
De eerste van de 31 gouverneurs, die het gouvernement kende tijdens haar bestaan, was Vasili Chvostov.
In het begin van de 20e eeuw werd het gouvernement geleidelijk aan opgedeeld in kleinere gebiedsdelen: In 1917 werd het gouvernement Altaj afgescheiden en in 1919 werd een gedeelte van het gouvernement onderdeel van het nieuwe gouvernement Omsk. Toen de Russische Burgeroorlog het gebied bereikte werd het bestuurlijk centrum op 23 december 1919 verplaatst naar Novonikolajevsk, om op 20 maart 1920 weer teruggeplaatst te worden naar Tomsk. In 1921 werd het gouvernement Novonikolajevsk geformeerd, dat eveneens gebied van het gouvernement toegewezen kreeg en op 25 mei 1925 werd het gouvernement opgeheven en tot onderdeel gemaakt van de kraj Siberië, waarbinnen Tomsk het bestuurlijk centrum werd van het district Tomsk. In 1944 werd de huidige oblast Tomsk geformeerd, die echter een veel kleiner gebied omvat als het voormalige gouvernement.

## Economie en steden
De economie van het gebied werd, net als andere Russische gebieden, gedomineerd door de landbouw, waarvan de vruchtbaarste Chernozem (zwarte aarde)gebieden zich in het Altajgebied in het zuidelijke deel bevonden en nog steeds bevinden. Ook was er de veehouderij belangrijk, waarbij met name de melkveehouderijen zich hadden ontwikkeld door de export naar West-Europa. De belangrijkste centra voor de handel met het centrale deel van het Russische Rijk waren Tomsk en Barnaoel. Daarnaast vormde Biejsk een centrum voor de ruilhandel met China. De belangrijkste exportproducten waren granen, vis, zout, wijn, spek, koper, was, leer, cedernoten en bont.
In de Salairrug, een noordwestelijke uitloper van het Altajgebergte tussen de Tom en de Tsjoemysj, lagen de, door Akinfi Demidov opgezette, grootste zilvermijnbouw gebieden van het Russische Rijk, waar ook goud werd gewonnen. Tussen 1829 en 1910 produceerden de mijnen 45 ton goud. Ook was het gouvernement verantwoordelijk voor 60 procent van de olie-exporten van het Russische Rijk.
De belangrijkste steden in het gebied waren Tomsk (52.210 inwoners begin 20e eeuw, grootste stad van Siberië in die tijd), Barnaoel (21.073), Biejsk (17.213), Kolyvan (11.711), Kainsk, Koeznetsk en Mariinsk. Het gebied was nauwelijks geürbaniseerd; slechts 6,64 procent van de bevolking woonde in 1897 in de steden.

## Bestuurlijke indeling
Het gouvernement was onderverdeeld in 8 oejezden (districten), die later werden hernoemd tot okroegen:
- Biejski (Бийский) rond Biejsk
- Jenisejski (Енисейский) rond Jenisejsk
- Kainski (Каинский) rond Kainsk
- Koeznetski (Кузнецкий) rond Koeznetsk
- Krasnojarski (Красноярский) rond Krasnojarsk
- Narymski (Нарымский) rond Narym
- Toeroechanski (Туруханский) rond Toeroechansk
- Tomski (Томский) rond Tomsk

## Bevolking
Bij de oprichting telde het gouvernement ongeveer 175.000 mensen. In de 19e eeuw bestond 20 procent hiervan uit bannelingen. In 1905 woonden er reeds 2.327.500 mensen. Toen in 1917 het Russische Rijk uiteenviel, was het gouvernement naar inwoneraantal alleen ondergeschikt aan het gouvernement Kiev.
Iets eerder vond de Russische volkstelling van 1897 plaats. Toen woonden er 1.927.679 mensen in het gouvernement, waaronder:
- 1.761.927 Russen (waaronder 99.300 Oekraïners (toen Klein-Russen genoemd) (91,40%)
- 95.153 Wolga-Tataren (4,94%)
- 24.643 Kazachen (toen Kirgiezen genoemd) (1,28%)

Andere volken binnen het gebied waren onder andere Mordwienen, Samojeden (o.a. Nenetsen), Polen en Joden.
Van de bevolking gaf toen 90,44 procent aan tot een Orthodoxe Kerk te behoren (Russen en een gedeelte van de Tataren en de "inorodtsy"), 5,14 procent tot de oudgelovigen, 2,09 procent tot de islam (gedeelte van de Tataren en de Kazachen) en 1,34 procent tot het atheïsme.